# III. Frigyes pfalzi választófejedelem
III. (Kegyes) Frigyes (Simmern/Hunsrück, 1515. február 14. – Heidelberg, 1576. október 26.) pfalzi választófejedelem 1559-től haláláig.

## Élete
Frigyes II. János pfalz-simmerni gróf (1492. március 20. – 1557. május 18.) fiaként született. 1537-ben feleségül vette Máriát, Kázmér kulmbachi őrgróf lányát, és nagy családjával igen szűkösön élt 1559-ig, ekkor ugyanis megörökölte távoli rokona, a gyermektelen Ottó Henrik halála után a Pfalzi Választófejedelemséget.
Frigyes kálvinista vallású volt, és elszántan küzdött hitsorsosai érdekében, személyében pedig döntő befolyást gyakorolt a heidelbergi káté szerkesztésére. Pfalz lakói követték Frigyest tetteiben, amit a német evangélikusok rossz szemmel néztek. Amikor 1566-ban az augsburgi birodalmi gyűlésen a rendek az 1555-ös augsburgi vallásbékében kimondott türelmi elvet csak az evangélikusokra akarták alkalmazni, Frigyes és a pfalziak nyiltan felléptek a reformátusok érdekében.
Frigyes összeköttetésben állt az angol, francia és németalföldi protestánsokkal is, és tanáccsal, tettel támogatta 1562-ben, 1567-ben, és 1568-ban a francia hugenottákat és a németalföldi felkelőket is. Ugyanakkor nagy gondot fordított a Heidelbergi Egyetemnek és általában országának egyházi és iskolai felvirágoztatására. Idős korában családi viszályok keserítették meg életét. Utóda fia, VI. Lajos választó lett.

## Lásd még
- Pfalz uralkodóinak listája

| Előző uralkodó: Ottó Henrik | Rajnai palotagróf 1559 – 1576 mint pfalzi választófejedelem | Következő uralkodó: VI. Lajos |